# Centrum (Uden)
Centrum is een buurt in de Noord-Brabantse gemeente Maashorst, onderdeel van de wijk Uden-Centrum, en omvat het kernwinkelgebied van de plaats Uden. Het centrum huisvest meer dan 300 winkels, horeca en openbare voorzieningen en grenst met de klok mee aan de buurten Bitswijk, Hoevenseveld, Schutveld, Zoggel, Flatwijk, Moleneind-Groenewoud en Bogerd-Vijfhuis, alsook aan bedrijventerrein Molenheide.

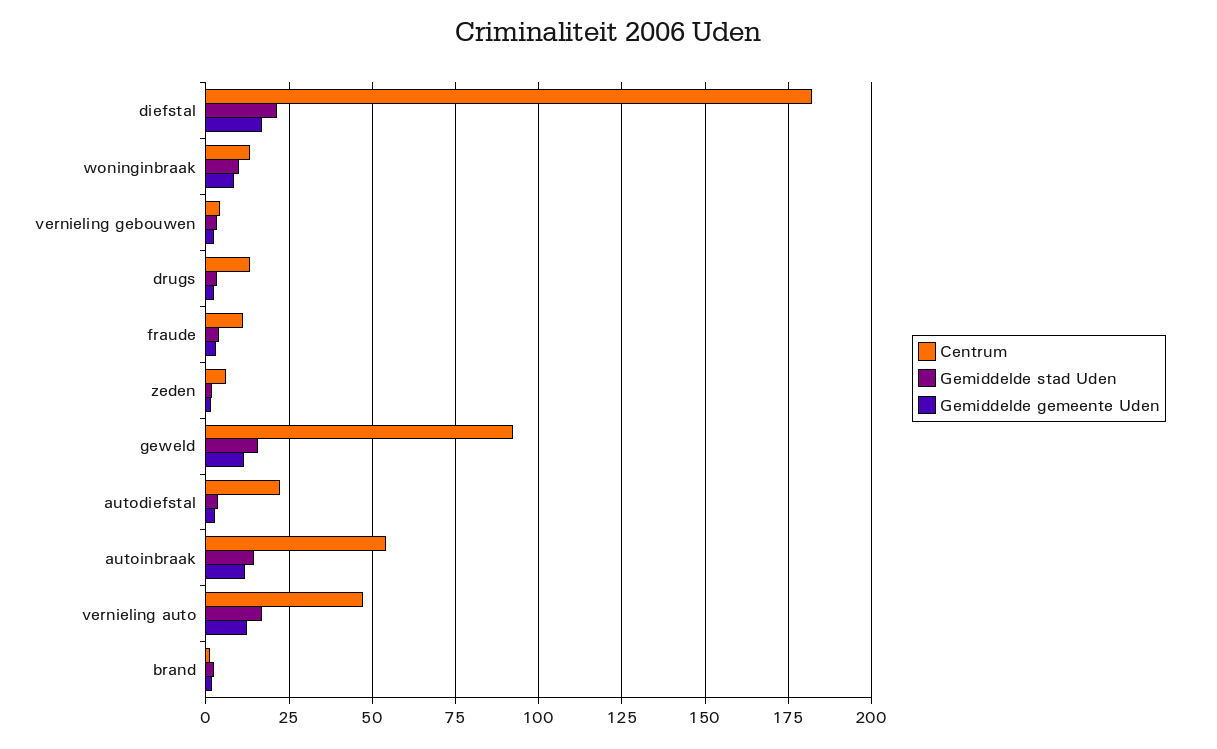
Criminaliteitstatistiek

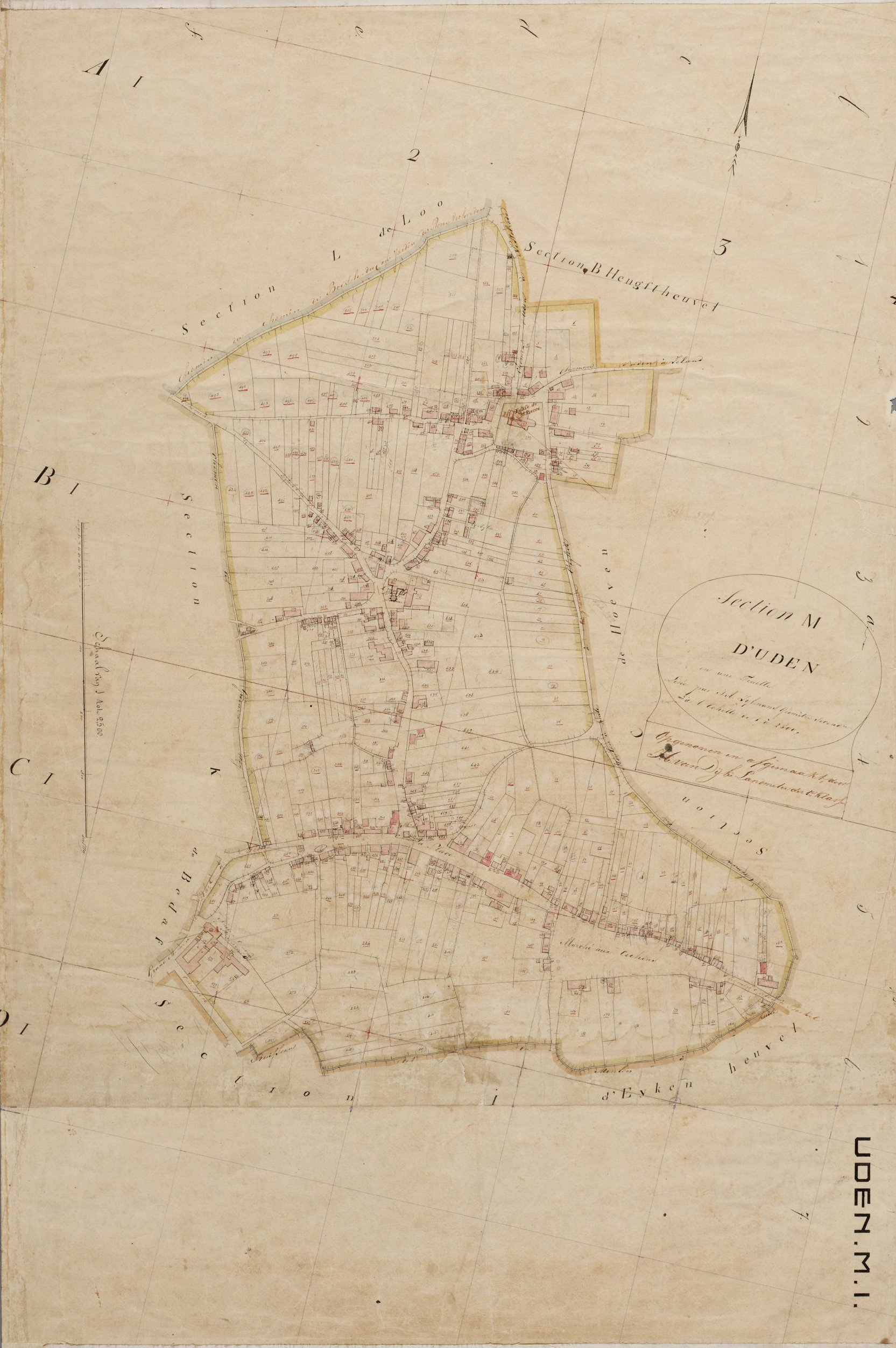
Uden-Centrum in 1811

| Kerngegevens Uden-Centrum | Kerngegevens Uden-Centrum |
| ------------------------- | ------------------------- |
| Inwoners:                 | 2.740                     |
| Jonger dan 15:            | 137 (5%)                  |
| Ouder dan 65:             | 1178 (43%)                |
| Mannen:                   | 1.230                     |
| Vrouwen:                  | 1.510                     |
| Geboorten:                | 12                        |
| Huishoudens:              | 1.640                     |
| Eenpersoonshuishoudens:   | 968 (59%)                 |
| Beroepsbevolking:         | 1.425                     |
| Werklozen:                | 82 (5,76%)                |
| Woningen:                 | 1.525                     |
| Waarvan huurwoningen:     | 613 (40,2%)               |

Wijken: Uden-Centrum · Uden-Oost · Uden-West · Uden-Zuid

Buurten: Bitswijk · Bogerd-Vijfhuis · Centrum · Eikenheuvel · Flatwijk · Hoenderbos-Velmolen · Hoeven · Hoevenseveld · Melle · Moleneind-Groenewoud · Raam · Schutveld · Sportpark Volkelseweg · Zoggel

Bedrijventerreinen: Goorkens · Hoogveld · Loopkant-Liessent · Vluchtoord      Militair terrein: Vliegbasis Volkel